# Iaroslav Popòvitx

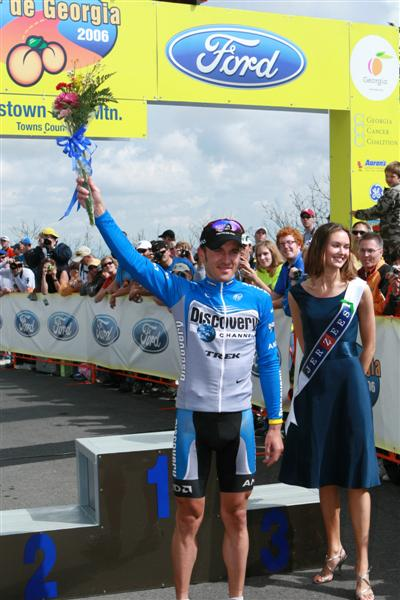
Iaroslav Popòvitx

Iaroslav Pàvlovitx Popòvitx (en ucraïnès: Яросла́в Па́влович Попо́вич) (Kalíniv, prop de la ciutat de Drohòbitx, óblast de Lviv, 4 de gener del 1980) és un ciclista ucraïnès que fou professional del 2002 al 2016.
Juntament amb altres ciclistes d'Europa de l'Est com ara el lituà Tomas Vaitkus o l'ucraïnès Volodímir Bileka (Володи́мир Біле́ка), Popòvitx va arrasar a la categoria sub-23 de les curses italianes, cosa que li guanyà el sobrenom d'el nou Caníbal. Tan gran era el domini de Popòvitx i el seu equip, que l'any 2001 van copar totes les places del podi de la París-Roubaix sub-23; Popòvitx la va guanyar, seguit del seu compatriota Bileka i de Lorenzo Bernucci.
L'any 2002, l'equip belga Landbouwkrediet-Colnago li va donar l'oportunitat de passar a professionals, i aquella mateixa temporada va fer el seu debut en una gran volta, acabant el Giro d'Itàlia en dotzena posició. L'any següent va progressar encara més a la corsa rosa, acabant tercer al podi final de Milà.
El 2004 va arribar a portar la maglia rosa de la cursa, però acabà en cinquena posició a la general final, guanyada pel ciclista de Cerro Veronese, Damiano Cunego.
El 2005, Lance Armstrong, que estava construint un equip de luxe per afrontar el que seria el seu setè i últim Tour de França, es va fixar en el jove ucraïnès i el va reclutar per l'equip Discovery Channel. La seva única victòria de la temporada va ser la general final de la Volta a Catalunya 2005, malgrat que també aconseguí endur-se el mallot blanc de millor jove del Tour de França.
El 2006, havent-se retirat Armstrong, Popòvitx compartia el lideratge de l'equip amb Paolo Savoldelli, George Hincapie i José Azevedo. Els quatre membres de l'equip nord-americà van fallar a les muntanyes, però tot i això, Popòvitx aconseguí una victòria d'etapa a Carcassona.
L'any 2007 va contribuir en la victòria del seu company d'equip Alberto Contador al Tour de França.
El 2008 va fitxar per l'equip Silence-Lotto per tal d'ajudar Cadel Evans a guanyar el Tour de França.
El 2009 va fitxar per l'equip Astana, ajudant a completar la plantilla d'un dels equips ciclistes més potents del moment i compartint mallot amb Alberto Contador, Lance Armstrong, Levi Leipheimer, Andreas Klöden i Haimar Zubeldia.
Després de 16 anys com a professional, en finalitzar la París-Roubaix de 2016 anuncià que passava a exercir tasques de director del Trek-Segafredo i penjava la bicicleta.

## Palmarès
- 2000
  - 1r al Giro de la Vall d'Aosta i vencedor d'una etapa
  - 1r al Gran Premi de Poggiana
  - 1r al Tour de Nova Caledònia
- 2001
  -  Campió del món en ruta sub-23
  - 1r a la París-Roubaix sub-23
  - 1r al Giro de les Regions i vencedor de 2 etapes
  - 1r al Giro de la Vall d'Aosta i vencedor d'una etapa
  - 1r al Gran Premi Palio del Recioto
  - 1r al Giro del Belvedere
  - 1r al Trofeu Banca Popolare di Vicenza
  - 1r a la Gara Ciclistica Montappone
  - 1r al Trofeu Rigoberto Lamonica
  - 1r a la Florència-Empoli
- 2002
  - 1r al Trofej Plava Laguna 2
- 2004
  - 1r al Trofeu Androni Giocattoli
- 2005
  -  1r a la Volta a Catalunya
  -  1r de la Classificació dels joves al Tour de França
- 2006
  - Vencedor d'una etapa al Tour de França
  - Vencedor d'una etapa a la Volta a Castella i Lleó
  - Vencedor d'una etapa a la Volta a Geòrgia
- 2007
  - Vencedor d'una etapa a la París-Niça

### Resultats al Tour de França
- 2005. 12è de la classificació general.  1r de la Classificació dels joves
- 2006. 25è de la classificació general. Vencedor d'una etapa
- 2007. 8è de la classificació general
- 2008. 24è de la classificació general
- 2009. 41è de la classificació general
- 2010. 85è de la classificació general
- 2011. No surt (10a etapa)
- 2012. 76è de la classificació general

### Resultats al Giro d'Itàlia
- 2002. 12è de la classificació general
- 2003. 3r de la classificació general Vencedor de la classificació dels joves
- 2004. 5è de la classificació general et  Porta la maglia rosa durant 3 etapes
- 2007. Abandona
- 2009. 15è de la classificació general
- 2011. 64è de la classificació general
- 2013. 133è de la classificació general

### Resultats a la Volta a Espanya
- 2008. 52è de la classificació general
- 2013. 85è de la classificació general
- 2014. 115è de la classificació general
- 2015. 132è de la classificació general